# Joyeuses Funérailles
Pour les articles homonymes, voir Death at a Funeral.
Ne pas confondre avec Panique aux funérailles, également intitulé Joyeuses Funérailles au Québec.
Pour plus de détails, voir Fiche technique et Distribution.
Joyeuses Funérailles (Death at a Funeral) est une comédie germano-américano-néerlando-anglaise réalisée par Frank Oz, sortie le 19 septembre 2007.

## Synopsis
Le décès du père de Daniel et Robert est l'occasion pour toute la famille de se réunir lors des funérailles. Un homme atteint de nanisme profite de l'occasion pour menacer de révéler les relations sexuelles qu'il entretenait avec le défunt s'il ne reçoit pas une somme d'argent. Les deux frères vont essayer de contrôler le maître chanteur. Mais, dans leurs tentatives désespérées pour empêcher celui-ci de mettre sa menace à exécution, ils transforment la cérémonie en une véritable catastrophe, avec le concours involontaire du fiancé de leur cousine Martha, Simon qui, stressé à l'idée de faire bonne impression à ses futurs beaux-parents, a absorbé par inadvertance un puissant hallucinogène.

## Fiche technique
- Titre : Joyeuses Funérailles
- Titre original : Death at a Funeral / Funeral Party
- Réalisation : Frank Oz
- Scénario : Dean Craig (en)
- Producteurs : Andreas Grosch, Sidney Kimmel (en), Laurence Malkin, Diana Phillips et Share Stallings
- Producteurs délégués : Philip Elway, William Horberg et Bruce E. Toll (en)
- Coproducteurs : Josh Kesselman, Alex Lewis et Bruce Webb
- Société de production : Sidney Kimmel Entertainment (en)
- Sociétés de distribution : SND ( France),
- Lieux de tournage : 
  - Skirmett (en), Buckinghamshire (Poynatts Manor)
  - Londres
  - Ealing Studios (Londres)
- Musique : Murray Gold
- Supervision musicale : Becky Bentham
- Casting : Gail Stevens
- Costumes : Natalie Ward
- Décors : Michael Howells et Judy Farr (en)
- Directeur artistique : Lynne Huitson
- Photographie : Oliver Curtis
- Montage : Beverley Mills
- Pays de production :  Royaume-Uni,  Allemagne,  États-Unis et  Pays-Bas
- Langue originale : anglais
- Genre : Comédie noire
- Format : Couleur - 1.85 : 1
- Durée : 90 minutes
- Budget : 9M$
- Son : DTS - SDDS - Dolby Digital
- Pellicule : Kodak
- Dates de sortie : 10 février 2007 en Allemagne, 2 mars 2007 aux États-Unis
- Box-office France : 230 018 entrées[1]
- Box-office Europe : 1 909 545 entrées
- Recettes mondiales : 46,60M$[2]

## Distribution
Sauf indication contraire, les informations mentionnées dans cette section peuvent être confirmées par la base de données cinématographiques IMDb,  présente dans la section « Liens externes ».
- Matthew Macfadyen (VF : Renaud Marx) : Daniel
- Keeley Hawes : Jane
- Andy Nyman (VF : Lionel Tua) : Howard
- Ewen Bremner (VF : Guillaume Lebon) : Justin
- Daisy Donovan (VF : Malvina Germain) : Martha
- Alan Tudyk (VF : Pierre Laurent) : Simon
- Jane Asher (VF : Blanche Ravalec) : Sandra
- Kris Marshall (VF : Boris Rehlinger) : Troy
- Rupert Graves (VF : Xavier Fagnon) : Robert
- Peter Vaughan (VF : Richard Leblond) : l'oncle Alfie
- Peter Egan : Victor
- Peter Dinklage (VF : Maurice Decoster) : Peter (le nain)
- Thomas Wheatley : le révérend
- Angela Curran (VF : Catherine Artigala) : l'amie de Sandra
- Frank Oz (VF : Matthieu Albertini) : lui-même
- Brendan O'Hea : Undertaker
- Jeremy Booth : Mourner
- Gareth Milne : Coordinateur des cascades / Edward
- Paul Buchanan : Pall Bearer (non crédité)
- Kelly Eastwood : Katie (non créditée)

## Autour du film
- La chanson du générique de fin, intitulée Love Our Time Today est interprétée par Yamit Mamo.
- Ce film a fait l'objet en 2010 d'un remake aux États-Unis sous le titre Panique aux funérailles (le titre original étant également Death at a Funeral).
- Un remake indien (en hindi) est également sorti en 2009, sous le titre Daddy Cool (en).